# Менезес Убнер, Рамон
Рамон Менезес Убнер или просто Рамон (порт.-браз. Ramon Menezes Hubner; род. 30 июня 1972, Контажен) — бразильский футболист, выступавший на позиции атакующего полузащитника; тренер.

## Карьера
Рамон начал свою карьеру в 1983 году в «Крузейро», достигнув профессионального уровня в 1990 году. После нескольких сезонов он перешёл в «Баию».
Начав играть в «Витории», он в первом же матче забил три гола в товарищеском матче с «Жакобиной».
С 2011 года Рамон играл в клубе «Жоинвиль».
30 марта 2020 года назначен главным тренером «Васко да Гама».
8 июня 2021 назначен главным тренером клуба Серии B «Витория».
7 марта 2022 года назначен главным тренером молодёжной сборной Бразилии (до 20 лет) с целью подготовки команды к чемпионату Южной Америки среди молодёжных команд 2023 в Колумбии и успешного прохождения квалификации на чемпионат мира среди молодёжных команд 2023 в Индонезии.
В 2023 году возглавил основную сборную Бразилию в качестве исполняющего обязанности тренера. За четырё месяца команда провела три товарищеских матча.

## Клубные достижения
- Чемпион Лиги Минейро: 1990
- Обладатель Суперкубка Либертадорес: 1991, 1992
- Обладатель Кубка Бразилии: 1993
- Чемпион Лиги Баияно: 1995, 2008, 2009, 2010
- Чемпион Серии А Бразилии: 1997
- Чемпион Лиги Кариока: 1998
- Обладатель Кубка Либертадорес: 1998
- Чемпион Турнира Рио — Сан-Паулу: 1999